# گمی‌گلیپتین
گمی‌گلیپتین (انگلیسی: Gemigliptin) یک عامل خوراکی ضد هیپرگلیسمی (داروی ضد دیابت) از گروه داروهای بازدارنده دی پپتیدیل پپتیداز-۴ (مهارکننده DPP-4) است. اثرات کاهش‌دهنده گلوکز مهارکننده‌های DPP-4 عمدتاً توسط هورمون‌های GLP-1 و پلی‌پپتید مهارکننده معده (GIP) اینکرتین انجام می‌شود که توسط DPP-4 غیرفعال می‌شوند.